# Lía Gravel
Lía Gravel fue una actriz teatral y de cine y cantante argentina.

## Carrera
Premiada actriz exclusiva del teatro argentino de mediados del siglo XX, actuó en varios teatros porteños en exitosas obras dramáticas. Fue dos veces considerada como la mejor del año 1950 en distintas temporadas en las obras La Gaviota y Un día de octubre.
En 1963 integró el Grupo de Teatro Los Independientes junto a Marta Gam, Haydeé Padilla y Luis Medina Castro.
En radio formó junto a su hermana y una pianista un trío vocal por Radio LT1.
Fue docente junto a su marido en Teatro Estable, del cual salieron varios artistas.
En cine intervino en un filme protagonizado por Narciso Ibáñez Menta, titulado Un hombre cualquiera en 1954.
En la pantalla chica actuó en "La novela romántica" (1968) en canal 13 dirigida por Osias Wilensky y también en la telenovela Malevo que se emitió entre 1972 y 1974, con libro de Abel Santa Cruz.
Su esposo por varias décadas fue el actor, letrista y director Alberto Rodríguez Muñoz. Muñoz falleció en el 2004 a los 89 años.

## Filmografía
- 1954: Un hombre cualquiera.

## Televisión
- 1968: la novela romántica" (canal 13)
- 1972: Malevo.(canal 9)
- 1973: Platea 7.(CANAL 7)

## Teatro
- La gaviota (1955)
- Un día de octubre (1955).
- OLAT (1956) junto a Velia Chaves y Adelma Lago.
- El Mareo de André Mcuézy-Eon (1958)
- El casamiento (1959), de Nicolás Gogol.
- Melenita de oro (1961)
- Espiritismo en la casa vieja (1967) de Ugo Betti, estrenada en el Teatro Payró, junto con Nora Cullen, Aldo Kaiser, Alma Bressan, Onofre Lovero, Gastón Breyer, Olga Berg, Mario Tenner y Alberto Rodríguez Muñoz.
- Nuestra bella que duerme (1976)
- Espiritismo en la casa vieja, de Ugo Betti, junto a Onofre Lovero y Nora Cullen.
- Romeo y Julieta